# L'ultimo sciuscià
L'ultimo sciuscià è un cortometraggio d'animazione italiano del 1948 diretto da Francesco Maurizio Guido, in arte Gibba.
È considerato l'unico esempio di film d'animazione neorealista.

## Trama
Un povero bambino orfano di guerra, per sopravvivere è costretto a vendere sigarette di contrabbando all'angolo della strada, con la sola compagnia del suo amato cane Matteo. Scoperto da un poliziotto, si rifugia nella sua baracca, e si addormenta guardando le stelle attraverso il soffitto in parte crollato. Nel sogno una lunga scala scende dalla volta celeste fino al pertugio; il bambino sale fino ad arrivare in cielo. Nel raccogliere un pugno di stelle per portarle sulla Terra, una voce lo avverte dell'impossibilità di tale atto, ma affermando che potrà avere tutte le stelle che desidera soltanto qualora rimanga tra di esse; il bambino accetta. L'indomani Matteo tenta invano di svegliare il padroncino, ignaro che questi sia andato per sempre in cielo.